# 양성자세현훈
양성자세현훈(良性姿勢眩暈, benign paroxysmal positional vertigo, BPPV)은 내이에서의 문제로 발생하는 질병이다. 양성 발작성 위치성 어지럼증, 이석증(耳石症), 양성돌발성체위성현훈증이라고도 한다. 머리 위치의 변화로 인해 주변이 돌아가는 느낌이 드는, 짧은 시간의 현훈 증상이 반복된다. 잠결에 돌아눕거나 자세를 바꿀 때 발생할 수 있다. 각 현훈 사건은 일반적으로 1분 미만 지속된다. 보통 구역질이 동반된다. 양성자세현훈은 현훈의 가장 흔한 원인들 가운데 하나이다.
양성자세현훈은 두부외상에 의해서나, 나이가 들어 발생할 수 있다. 구체적인 병인은 밝혀져 있지 않다. 내이의 움직이는, 석회화된 작은 이석이 수반되는 것이 주된 원인이다. 내이염, 메니에르 병과 더불어 균형 난조의 일종이다. 두위변환안진 검사(체위변환검사)를 통해 안구진탕증이 나타나고 다른 잠재적인 원인이 배제되었다고 판단되면 이석증이라 판단된다. 일반적으로는 의학 화상 절차가 필요하지 않다.
이석증은 에플리 수기나 브랜드-다로프 운동(Brandt-Daroff exercise)과 같은 수많은 단순 운동을 통해 종종 치료된다. 약물을 사용하면 구역질 해결에 도움을 줄 수 있다. 베타히스틴이 현훈에 도움을 준다는 잠정적인 증거가 있지만 일반적으로 이러한 일이 필요하지는 않다. 이석증은 심각한 질병이 아니다. 보통은 1~2주 안에 해결된다. 그러나 일부 사람들에게서는 재발할 수 있다.
이 질병은 1921년 로베르트 바라니가 최초로 기술하였다. 사람들 중 약 2.4%는 특정한 시점에 영향을 받는다. 80대까지 생존하는 사람들 가운데 10%가 영향을 받는다. 양성자세현훈은 남성 보다 여성에 2배 더 영향을 미친다. 50대부터 70대 사이에 시작된다.